# Getulio Delphim
Getulio Delphim (nascido no Rio de Janeiro) é um quadrinista e ilustrador brasileiro. Começou sua carreira aos 15 anos na Rio Gráfica Editora como desenhista de diversas revistas de história em quadrinhos, tais como O Fantasma, Mandrake, Cavaleiro Negro, Capitão Marvel, logo depois trabalhou para a editora Garimar, onde ilustrou quadrinhos baseados na série de televisão brasileira O Falcão Negro e histórias ambientadas na Segunda Guerra Mundial.
Aos 18 anos, passou a trabalhar nas editoras Outubro e La Selva. Seu trabalho de maior destaque foi como desenhista das HQs do Capitão 7 e Jet Jackson. Para a CETPA (Cooperativa Editora e de Trabalho de Porto Alegre) publicou no início da década de 1960, a tira Aba Larga, a tira retratava um membro da Polícia Montada do Rio Grande do Sul), Para a O Cruzeiro, adaptou Charlie Chan e continuou o cartum O Amigo da Onça após o suicídio do criador Péricles.
Na década de 1970, adaptou quadrinhos do Zorro para a Editora Abril na década de 1970, as histórias eram inspiradas na série de televisão da Disney (1957-1959) estrelada por Guy Williams.
Foi professor de desenho na EPA (Escola Panamericana de Arte)
Em 1994, ganhou o Prêmio Angelo Agostini na categoria "mestre do quadrinho nacional". Já em 2000, ganhou o 12º Troféu HQ Mix na categoria "grande mestre".